# Championnat NCAA masculin de basket-ball 1967
Navigation
1966 1968
Le Championnat NCAA de basket-ball 1967 est la vingt-neuvième édition du championnat universitaire américain de basket-ball. Vingt-trois équipes s'y sont affrontées en matchs à élimination directe jusqu'au Final Four qui s'est tenu au Freedom Hall de Louisville.
La finale, disputée le 25 mars, est remportée par les Bruins d'UCLA face à Dayton sur le score de 79 à 64. Le cinq majeur de cette équipe est composé par quatre joueurs de deuxième année, Lucius Allen, Lynn Shackelford, Kenny Heitz Lew Alcindor et un junior Michael Warren. L'équipe est dirigée par John Wooden.

## Organisation du tournoi

### Villes hôtes
| Tour        | Région          | Ville        | État | Salle               | Université hôte               |
| ----------- | --------------- | ------------ | ---- | ------------------- | ----------------------------- |
| First Round | Est             | Blacksburg   | VI   | Cassell Coliseum    | Virginia Tech                 |
| First Round | Est             | Kingston     | RI   | Keaney Gymnasium    | Université du Rhode Island    |
| First Round | Mideast         | Lexington    | KY   | Memorial Coliseum   | Université du Kentucky        |
| First Round | Midwest & Ouest | Fort Collins | CO   | Moby Gymnasium      | Université d'État du Colorado |
| Regionals   | Est             | College Park | MD   | Cole Field House    | Université du Maryland        |
| Regionals   | Mideast         | Evanston     | IL   | McGaw Memorial Hall | Université Northwestern       |
| Regionals   | Midwest         | Lawrence     | KS   | Allen Fieldhouse    | Université du Kansas          |
| Regionals   | Ouest           | Corvallis    | OR   | Gill Coliseum       | Université d'État de l'Oregon |
| Final Four  | Final Four      | Louisville   | KY   | Freedom Hall        | Université de Louisville      |

### Équipes qualifiées
| Université                                   | Localisation         | Équipe       | Manager               | Saison en NCAA | Dernière participation | Qualification                                  | Saison régulière | Saison régulière |
| Université                                   | Localisation         | Équipe       | Manager               | Saison en NCAA | Dernière participation | Qualification                                  | Conférence       | Total            |
| Est                                          | Est                  | Est          | Est                   | Est            | Est                    | Est                                            | Est              | Est              |
| -------------------------------------------- | -------------------- | ------------ | --------------------- | -------------- | ---------------------- | ---------------------------------------------- | ---------------- | ---------------- |
| Boston College                               | Chestnut Hill (MA)   | Eagles       | Bob Cousy             | 2e             | 1958                   | Indépendant                                    | Indépendant      | 21-3             |
| Université du Connecticut                    | Storrs (CT)          | Huskies      | Fred Shabel           | 11e            | 1965                   | Vainqueur de la Yankee Conference              | 9-1              | 17-7             |
| Université de Caroline du Nord à Chapel Hill | Chapel Hill (NC)     | Tar Heels    | Dean Smith            | 5e             | 1959                   | Vainqueur de l'Atlantic Coast Conference       | 12-2             | 26-6             |
| Université de Princeton                      | Princeton (NJ)       | Tigers       | Butch van Breda Kolff | 8e             | 1965                   | Vainqueur de l'Ivy League                      | 13-1             | 25-3             |
| Université de Saint John                     | New York (NY)        | Red Storm    | Lou Carnesecca        | 4e             | 1961                   | Indépendant                                    | Indépendant      | 23-5             |
| Université Temple                            | Philadelphie (PA)    | Owls         | Harry Litwack         | 5e             | 1964                   | Vainqueur de la Middle Atlantic Conferences    |                  | 20-8             |
| Université de Virginie-Occidentale           | Morgantown (WV)      | Mountaineers | Bucky Waters          | 10e            | 1965                   | Vainqueur de la Southern Conference            | 9-1              | 19-9             |
| Mideast                                      |                      |              |                       |                |                        |                                                |                  |                  |
| Université de Dayton                         | Dayton (OH)          | Flyers       | Don Donoher           | 4e             | 1966                   | Indépendant                                    | Indépendant      | 25-6             |
| Université de l'Indiana à Bloomington        | Bloomington (IN)     | Hoosiers     | Lou Watson            | 5e             | 1958                   | Vainqueur de la Big Ten Conference             | 10-4             | 18-8             |
| Université du Tennessee                      | Knoxville (TN)       | Volunteers   | Ray Mears             | 1re            | -                      | Vainqueur de la Southeastern Conference        | 15-3             | 21-7             |
| Université de Toledo                         | Toledo (OH)          | Rockets      | Bob Nichols           | 2e             | 1954                   | Vainqueur de la Mid-American Conference        | 11-1             | 23-2             |
| Virginia Tech                                | Blacksburg (VI)      | Hokies       | Howie Shannon         | 1re            | -                      | Indépendant                                    | Indépendant      | 20-7             |
| Université de Western Kentucky               | Bowling Green (KY)   | Hilltoppers  | John Oldham           | 5e             | 1966                   | Vainqueur de l'Ohio Valley Conference          | 13-1             | 23-3             |
| Midwest                                      |                      |              |                       |                |                        |                                                |                  |                  |
| Université de Houston                        | Houston (TX)         | Cougars      | Guy Lewis             | 5e             | 1966                   | Indépendant                                    | Indépendant      | 27-4             |
| Université du Kansas                         | Lawrence (KS)        | Jayhawks     | Ted Owens             | 8e             | 1966                   | Vainqueur de la Big Eight Conference           | 13-1             | 23-4             |
| Université de Louisville                     | Louisville (KY)      | Cardinals    | Bernard Hickman       | 5e             | 1964                   | Vainqueur de la Missouri Valley Conference     | 12-2             | 23-5             |
| Université d'État du Nouveau-Mexique         | Las Cruces (NM)      | Aggies       | Lou Henson            | 4e             | 1960                   | Indépendant                                    | Indépendant      | 15-11            |
| Université méthodiste du Sud                 | University Park (TX) | Mustangs     | Doc Hayes             | 6e             | 1966                   | Vainqueur de la Southwest Conference           | 12-2             | 20-6             |
| Ouest                                        |                      |              |                       |                |                        |                                                |                  |                  |
| Université du Pacifique                      | Stockton (CA)        | Tigers       | Dick Edwards          | 2e             | 1966                   | Vainqueur de la West Coast Athletic Conference | 14-0             | 24-4             |
| Université de Seattle                        | Seattle (WA)         | Redhawks     | Lionel Purcell        | 10e            | 1964                   | Indépendant                                    | Indépendant      | 18-8             |
| Université du Texas à El Paso                | El Paso (TX)         | Miners       | Don Haskins           | 4e             | 1966                   | Indépendant                                    | Indépendant      | 22-6             |
| Université de Californie à Los Angeles       | Los Angeles (CA)     | Bruins       | John Wooden           | 8e             | 1965                   | Vainqueur de l'AAWU                            | 14-0             | 30-0             |
| Université du Wyoming                        | Laramie (WY)         | Cowboys      | Bill Strannigan       | 9e             | 1958                   | Vainqueur de la Western Athletic Conference    | 8-2              | 15-14            |

## Compétition

### Est
|  | Quarts de finale                        | Quarts de finale                        | Quarts de finale               | Quarts de finale         |                                  |                                  | Demi-finales                   | Demi-finales                   | Demi-finales                   | Demi-finales                   |                               |                               | Finale                         | Finale                         | Finale                         | Finale                         |
|  |                                         |                                         |                                |                          |                                  |                                  |                                |                                |                                |                                |                               |                               |                                |                                |                                |                                |
|  |                                         |                                         |                                |                          |                                  |                                  | le 17 mars 1967 à College Park | le 17 mars 1967 à College Park | le 17 mars 1967 à College Park | le 17 mars 1967 à College Park |                               |                               | le 18 mars 1967 à College Park | le 18 mars 1967 à College Park | le 18 mars 1967 à College Park | le 18 mars 1967 à College Park |
|  |                                         |                                         |                                |                          |                                  |                                  | le 17 mars 1967 à College Park | le 17 mars 1967 à College Park | le 17 mars 1967 à College Park | le 17 mars 1967 à College Park |                               |                               | le 18 mars 1967 à College Park | le 18 mars 1967 à College Park | le 18 mars 1967 à College Park | le 18 mars 1967 à College Park |
|  |                                         |                                         |                                |                          |                                  |                                  | le 17 mars 1967 à College Park | le 17 mars 1967 à College Park | le 17 mars 1967 à College Park | le 17 mars 1967 à College Park |                               |                               | le 18 mars 1967 à College Park | le 18 mars 1967 à College Park | le 18 mars 1967 à College Park | le 18 mars 1967 à College Park |
|  |                                         |                                         |                                |                          |                                  |                                  | le 17 mars 1967 à College Park | le 17 mars 1967 à College Park | le 17 mars 1967 à College Park | le 17 mars 1967 à College Park |                               |                               | le 18 mars 1967 à College Park | le 18 mars 1967 à College Park | le 18 mars 1967 à College Park | le 18 mars 1967 à College Park |
|  |                                         |                                         |                                |                          |                                  |                                  | le 17 mars 1967 à College Park | le 17 mars 1967 à College Park | le 17 mars 1967 à College Park | le 17 mars 1967 à College Park |                               |                               | le 18 mars 1967 à College Park | le 18 mars 1967 à College Park | le 18 mars 1967 à College Park | le 18 mars 1967 à College Park |
|  | Tar Heels de la Caroline du Nord        | Tar Heels de la Caroline du Nord        | 78                             | 78                       |                                  |                                  |                                |                                |                                |                                |                               |                               | le 18 mars 1967 à College Park | le 18 mars 1967 à College Park | le 18 mars 1967 à College Park | le 18 mars 1967 à College Park |
|  | Tar Heels de la Caroline du Nord        | Tar Heels de la Caroline du Nord        | 78                             | 78                       | le 11 mars 1967 à Blacksburg     |                                  |                                |                                |                                |                                |                               |                               | le 18 mars 1967 à College Park | le 18 mars 1967 à College Park | le 18 mars 1967 à College Park | le 18 mars 1967 à College Park |
|  |                                         |                                         | Tigers de Princeton            | Tigers de Princeton      | 70                               | 70                               |                                |                                |                                |                                |                               |                               | le 18 mars 1967 à College Park | le 18 mars 1967 à College Park | le 18 mars 1967 à College Park | le 18 mars 1967 à College Park |
|  | Tigers de Princeton                     | Tigers de Princeton                     | Tigers de Princeton            | Tigers de Princeton      | 70                               | 70                               | 68                             | 68                             |                                |                                |                               |                               | le 18 mars 1967 à College Park | le 18 mars 1967 à College Park | le 18 mars 1967 à College Park | le 18 mars 1967 à College Park |
|  | Tigers de Princeton                     | Tigers de Princeton                     | le 17 mars 1967 à College Park |                          |                                  |                                  | 68                             | 68                             |                                |                                |                               |                               | le 18 mars 1967 à College Park | le 18 mars 1967 à College Park | le 18 mars 1967 à College Park | le 18 mars 1967 à College Park |
|  | Mountaineers de la Virginie-Occidentale | Mountaineers de la Virginie-Occidentale | 57                             | 57                       |                                  |                                  |                                |                                |                                |                                |                               |                               | le 18 mars 1967 à College Park | le 18 mars 1967 à College Park | le 18 mars 1967 à College Park | le 18 mars 1967 à College Park |
|  | Mountaineers de la Virginie-Occidentale | Mountaineers de la Virginie-Occidentale | 57                             | 57                       | Tar Heels de la Caroline du Nord | Tar Heels de la Caroline du Nord | 96                             | 96                             |                                |                                |                               |                               |                                |                                |                                |                                |
|  | le 11 mars 1967 à Blacksburg            |                                         |                                |                          | Tar Heels de la Caroline du Nord | Tar Heels de la Caroline du Nord | 96                             | 96                             |                                |                                |                               |                               |                                |                                |                                |                                |
|  |                                         |                                         | Eagles de Boston College       | Eagles de Boston College | 80                               | 80                               |                                |                                |                                |                                |                               |                               |                                |                                |                                |                                |
|  | Red Storm de Saint John                 | Red Storm de Saint John                 | Eagles de Boston College       | Eagles de Boston College | 80                               | 80                               | 57                             | 57                             |                                |                                |                               |                               |                                |                                |                                |                                |
|  | Red Storm de Saint John                 | Red Storm de Saint John                 |                                |                          |                                  |                                  |                                |                                |                                |                                |                               |                               |                                |                                |                                |                                |
|  | Owls de Temple                          | Owls de Temple                          | 53                             | 53                       |                                  |                                  |                                |                                |                                |                                |                               |                               |                                |                                |                                |                                |
|  | Owls de Temple                          | Owls de Temple                          | 53                             | 53                       | Red Storm de Saint John          | Red Storm de Saint John          | 62                             | 62                             | Match pour la troisième place  | Match pour la troisième place  | Match pour la troisième place | Match pour la troisième place |                                |                                |                                |                                |
|  | le 11 mars 1967 à Kingston              |                                         |                                |                          | Red Storm de Saint John          | Red Storm de Saint John          | 62                             | 62                             | Match pour la troisième place  | Match pour la troisième place  | Match pour la troisième place | Match pour la troisième place |                                |                                |                                |                                |
|  |                                         |                                         | Eagles de Boston College       | Eagles de Boston College | 63                               | 63                               |                                |                                |                                |                                |                               |                               |                                |                                |                                |                                |
|  | Eagles de Boston College                | Eagles de Boston College                | Eagles de Boston College       | Eagles de Boston College | 63                               | 63                               | 48                             | 48                             |                                |                                |                               |                               |                                |                                |                                |                                |
|  | Eagles de Boston College                | Eagles de Boston College                |                                |                          |                                  |                                  |                                | 48                             |                                |                                | Tigers de Princeton           | Tigers de Princeton           | 68                             | 68                             |                                |                                |
|  | Huskies du Connecticut                  | Huskies du Connecticut                  | 42                             | 42                       |                                  |                                  |                                |                                |                                |                                | Tigers de Princeton           | Tigers de Princeton           | 68                             | 68                             |                                |                                |
|  | Huskies du Connecticut                  | Huskies du Connecticut                  | 42                             | 42                       | Red Storm de Saint John          | Red Storm de Saint John          | 57                             | 57                             |                                |                                |                               |                               |                                |                                |                                |                                |
|  |                                         |                                         |                                |                          |                                  |                                  |                                |                                |                                |                                |                               |                               |                                |                                |                                |                                |

### Mideast
|  | Quarts de finale                | Quarts de finale                | Quarts de finale        | Quarts de finale        |                               |                               | Demi-finales                  | Demi-finales                  | Demi-finales | Demi-finales |                       |                       | Finale | Finale | Finale | Finale |
|  |                                 |                                 |                         |                         |                               |                               |                               |                               |              |              |                       |                       |        |        |        |        |
|  |                                 |                                 |                         |                         |                               |                               |                               |                               |              |              |                       |                       |        |        |        |        |
|  |                                 |                                 |                         |                         |                               |                               |                               |                               |              |              |                       |                       |        |        |        |        |
|  |                                 |                                 |                         |                         |                               |                               |                               |                               |              |              |                       |                       |        |        |        |        |
|  |                                 |                                 |                         |                         |                               |                               |                               |                               |              |              |                       |                       |        |        |        |        |
|  |                                 |                                 |                         |                         |                               |                               |                               |                               |              |              |                       |                       |        |        |        |        |
|  | Volunteers                      | Volunteers                      | 52                      | 52                      |                               |                               |                               |                               |              |              |                       |                       |        |        |        |        |
|  | Volunteers                      | Volunteers                      | 52                      | 52                      |                               |                               |                               |                               |              |              |                       |                       |        |        |        |        |
|  |                                 |                                 | Flyers de Dayton        | Flyers de Dayton        | 53                            | 53                            |                               |                               |              |              |                       |                       |        |        |        |        |
|  | Flyers de Dayton                | Flyers de Dayton                | Flyers de Dayton        | Flyers de Dayton        | 53                            | 53                            | 69                            | 69                            |              |              |                       |                       |        |        |        |        |
|  | Flyers de Dayton                | Flyers de Dayton                |                         |                         |                               |                               |                               | 69                            |              |              |                       |                       |        |        |        |        |
|  | Hilltoppers de Western Kentucky | Hilltoppers de Western Kentucky | 67                      | 67                      |                               |                               |                               |                               |              |              |                       |                       |        |        |        |        |
|  | Hilltoppers de Western Kentucky | Hilltoppers de Western Kentucky | 67                      | 67                      | Flyers de Dayton              | Flyers de Dayton              | 71                            | 71                            |              |              |                       |                       |        |        |        |        |
|  |                                 |                                 |                         |                         | Flyers de Dayton              | Flyers de Dayton              | 71                            | 71                            |              |              |                       |                       |        |        |        |        |
|  |                                 |                                 | Hokies de Virginia Tech | Hokies de Virginia Tech | 66                            | 66                            |                               |                               |              |              |                       |                       |        |        |        |        |
|  |                                 |                                 |                         |                         | 66                            | 66                            |                               |                               |              |              |                       |                       |        |        |        |        |
|  |                                 |                                 |                         |                         |                               |                               |                               |                               |              |              |                       |                       |        |        |        |        |
|  |                                 |                                 |                         |                         |                               |                               |                               |                               |              |              |                       |                       |        |        |        |        |
|  | Hoosiers de l'Indiana           | Hoosiers de l'Indiana           | 70                      | 70                      | Match pour la troisième place | Match pour la troisième place | Match pour la troisième place | Match pour la troisième place |              |              |                       |                       |        |        |        |        |
|  | Hoosiers de l'Indiana           | Hoosiers de l'Indiana           | 70                      | 70                      | Match pour la troisième place | Match pour la troisième place | Match pour la troisième place | Match pour la troisième place |              |              |                       |                       |        |        |        |        |
|  |                                 |                                 | Hokies de Virginia Tech | Hokies de Virginia Tech | 79                            | 79                            |                               |                               |              |              |                       |                       |        |        |        |        |
|  | Hokies de Virginia Tech         | Hokies de Virginia Tech         | Hokies de Virginia Tech | Hokies de Virginia Tech | 79                            | 79                            | 82                            | 82                            |              |              |                       |                       |        |        |        |        |
|  | Hokies de Virginia Tech         | Hokies de Virginia Tech         |                         |                         |                               |                               |                               | 82                            |              |              | Hoosiers de l'Indiana | Hoosiers de l'Indiana | 51     | 51     |        |        |
|  | Rockets                         | Rockets                         | 76                      | 76                      |                               |                               |                               |                               |              |              | Hoosiers de l'Indiana | Hoosiers de l'Indiana | 51     | 51     |        |        |
|  | Rockets                         | Rockets                         | 76                      | 76                      | Volunteers du Tennessee       | Volunteers du Tennessee       | 44                            | 44                            |              |              |                       |                       |        |        |        |        |
|  |                                 |                                 |                         |                         |                               |                               |                               |                               |              |              |                       |                       |        |        |        |        |

### Midwest
|  | Quarts de finale           | Quarts de finale           | Quarts de finale        | Quarts de finale        |                               |                               | Demi-finales                  | Demi-finales                  | Demi-finales | Demi-finales |                    |                    | Finale | Finale | Finale | Finale |
|  |                            |                            |                         |                         |                               |                               |                               |                               |              |              |                    |                    |        |        |        |        |
|  |                            |                            |                         |                         |                               |                               |                               |                               |              |              |                    |                    |        |        |        |        |
|  |                            |                            |                         |                         |                               |                               |                               |                               |              |              |                    |                    |        |        |        |        |
|  |                            |                            |                         |                         |                               |                               |                               |                               |              |              |                    |                    |        |        |        |        |
|  |                            |                            |                         |                         |                               |                               |                               |                               |              |              |                    |                    |        |        |        |        |
|  |                            |                            |                         |                         |                               |                               |                               |                               |              |              |                    |                    |        |        |        |        |
|  | Mustangs de SMU            | Mustangs de SMU            | 83                      | 83                      |                               |                               |                               |                               |              |              |                    |                    |        |        |        |        |
|  | Mustangs de SMU            | Mustangs de SMU            | 83                      | 83                      |                               |                               |                               |                               |              |              |                    |                    |        |        |        |        |
|  |                            |                            | Cardinals de Louisville | Cardinals de Louisville | 81                            | 81                            |                               |                               |              |              |                    |                    |        |        |        |        |
|  |                            |                            |                         |                         | 81                            | 81                            |                               |                               |              |              |                    |                    |        |        |        |        |
|  |                            |                            |                         |                         |                               |                               |                               |                               |              |              |                    |                    |        |        |        |        |
|  |                            |                            |                         |                         |                               |                               |                               |                               |              |              |                    |                    |        |        |        |        |
|  | Mustangs de SMU            | Mustangs de SMU            | 75                      | 75                      |                               |                               |                               |                               |              |              |                    |                    |        |        |        |        |
|  | Mustangs de SMU            | Mustangs de SMU            | 75                      | 75                      |                               |                               |                               |                               |              |              |                    |                    |        |        |        |        |
|  |                            |                            | Cougars de Houston      | Cougars de Houston      | 83                            | 83                            |                               |                               |              |              |                    |                    |        |        |        |        |
|  |                            |                            |                         |                         | 83                            | 83                            |                               |                               |              |              |                    |                    |        |        |        |        |
|  |                            |                            |                         |                         |                               |                               |                               |                               |              |              |                    |                    |        |        |        |        |
|  |                            |                            |                         |                         |                               |                               |                               |                               |              |              |                    |                    |        |        |        |        |
|  | Jayhawks du Kansas         | Jayhawks du Kansas         | 53                      | 53                      | Match pour la troisième place | Match pour la troisième place | Match pour la troisième place | Match pour la troisième place |              |              |                    |                    |        |        |        |        |
|  | Jayhawks du Kansas         | Jayhawks du Kansas         | 53                      | 53                      | Match pour la troisième place | Match pour la troisième place | Match pour la troisième place | Match pour la troisième place |              |              |                    |                    |        |        |        |        |
|  |                            |                            | Cougars de Houston      | Cougars de Houston      | 66                            | 66                            |                               |                               |              |              |                    |                    |        |        |        |        |
|  | Cougars de Houston         | Cougars de Houston         | Cougars de Houston      | Cougars de Houston      | 66                            | 66                            | 59                            | 59                            |              |              |                    |                    |        |        |        |        |
|  | Cougars de Houston         | Cougars de Houston         |                         |                         |                               |                               |                               | 59                            |              |              | Jayhawks du Kansas | Jayhawks du Kansas | 70     | 70     |        |        |
|  | Aggies de New Mexico State | Aggies de New Mexico State | 58                      | 58                      |                               |                               |                               |                               |              |              | Jayhawks du Kansas | Jayhawks du Kansas | 70     | 70     |        |        |
|  | Aggies de New Mexico State | Aggies de New Mexico State | 58                      | 58                      | Cardinals de Louisville       | Cardinals de Louisville       | 68                            | 68                            |              |              |                    |                    |        |        |        |        |
|  |                            |                            |                         |                         |                               |                               |                               |                               |              |              |                    |                    |        |        |        |        |

### Ouest
|  | Quarts de finale    | Quarts de finale    | Quarts de finale    | Quarts de finale    |                               |                               | Demi-finales                  | Demi-finales                  | Demi-finales | Demi-finales |               |               | Finale | Finale | Finale | Finale |
|  |                     |                     |                     |                     |                               |                               |                               |                               |              |              |               |               |        |        |        |        |
|  |                     |                     |                     |                     |                               |                               |                               |                               |              |              |               |               |        |        |        |        |
|  |                     |                     |                     |                     |                               |                               |                               |                               |              |              |               |               |        |        |        |        |
|  |                     |                     |                     |                     |                               |                               |                               |                               |              |              |               |               |        |        |        |        |
|  |                     |                     |                     |                     |                               |                               |                               |                               |              |              |               |               |        |        |        |        |
|  |                     |                     |                     |                     |                               |                               |                               |                               |              |              |               |               |        |        |        |        |
|  | Bruins d'UCLA       | Bruins d'UCLA       | 109                 | 109                 |                               |                               |                               |                               |              |              |               |               |        |        |        |        |
|  | Bruins d'UCLA       | Bruins d'UCLA       | 109                 | 109                 |                               |                               |                               |                               |              |              |               |               |        |        |        |        |
|  |                     |                     | Cowboys du Wyoming  | Cowboys du Wyoming  | 60                            | 60                            |                               |                               |              |              |               |               |        |        |        |        |
|  |                     |                     |                     |                     | 60                            | 60                            |                               |                               |              |              |               |               |        |        |        |        |
|  |                     |                     |                     |                     |                               |                               |                               |                               |              |              |               |               |        |        |        |        |
|  |                     |                     |                     |                     |                               |                               |                               |                               |              |              |               |               |        |        |        |        |
|  | Bruins d'UCLA       | Bruins d'UCLA       | 80                  | 80                  |                               |                               |                               |                               |              |              |               |               |        |        |        |        |
|  | Bruins d'UCLA       | Bruins d'UCLA       | 80                  | 80                  |                               |                               |                               |                               |              |              |               |               |        |        |        |        |
|  |                     |                     | Tigers du Pacifique | Tigers du Pacifique | 64                            | 64                            |                               |                               |              |              |               |               |        |        |        |        |
|  |                     |                     |                     |                     | 64                            | 64                            |                               |                               |              |              |               |               |        |        |        |        |
|  |                     |                     |                     |                     |                               |                               |                               |                               |              |              |               |               |        |        |        |        |
|  |                     |                     |                     |                     |                               |                               |                               |                               |              |              |               |               |        |        |        |        |
|  | Tigers du Pacifique | Tigers du Pacifique | 72                  | 72                  | Match pour la troisième place | Match pour la troisième place | Match pour la troisième place | Match pour la troisième place |              |              |               |               |        |        |        |        |
|  | Tigers du Pacifique | Tigers du Pacifique | 72                  | 72                  | Match pour la troisième place | Match pour la troisième place | Match pour la troisième place | Match pour la troisième place |              |              |               |               |        |        |        |        |
|  |                     |                     | Miners d'UTEP       | Miners d'UTEP       | 63                            | 63                            |                               |                               |              |              |               |               |        |        |        |        |
|  | Miners d'UTEP       | Miners d'UTEP       | Miners d'UTEP       | Miners d'UTEP       | 63                            | 63                            | 62                            | 62                            |              |              |               |               |        |        |        |        |
|  | Miners d'UTEP       | Miners d'UTEP       |                     |                     |                               |                               |                               | 62                            |              |              | Miners d'UTEP | Miners d'UTEP | 69     | 69     |        |        |
|  | Redhawks de Seattle | Redhawks de Seattle | 54                  | 54                  |                               |                               |                               |                               |              |              | Miners d'UTEP | Miners d'UTEP | 69     | 69     |        |        |
|  | Redhawks de Seattle | Redhawks de Seattle | 54                  | 54                  | Cowboys du Wyoming            | Cowboys du Wyoming            | 67                            | 67                            |              |              |               |               |        |        |        |        |
|  |                     |                     |                     |                     |                               |                               |                               |                               |              |              |               |               |        |        |        |        |

### Final Four
|  | Demi-finales     | Demi-finales     |                        |    | Finale 26 mars | Finale 26 mars |
|  | Demi-finales     | Demi-finales     |                        |    | Finale 26 mars | Finale 26 mars |
|  |                  |                  |                        |    |                |                |
|  |                  |                  |                        |    |                |                |
|  |                  |                  |                        |    |                |                |
|  | UCLA             | 73               |                        |    |                |                |
|  | UCLA             | 73               |                        |    |                |                |
|  | Houston          | 58               |                        |    |                |                |
|  | Houston          | 58               | UCLA                   | 79 |                |                |
|  |                  |                  | UCLA                   | 79 |                |                |
|  |                  | Flyers de Dayton | 64                     |    |                |                |
|  | North Carolina   | Flyers de Dayton | 64                     | 62 |                |                |
|  | North Carolina   |                  |                        | 62 |                |                |
|  | Flyers de Dayton | 76               |                        |    |                |                |
|  | Flyers de Dayton | 76               | Match pour la 3e place |    |                |                |
|  |                  |                  |                        |    |                |                |
|  |                  |                  |                        |    |                |                |
|  |                  |                  |                        |    |                |                |
|  | Houston          | 84               |                        |    |                |                |
|  | Houston          | 84               |                        |    |                |                |
|  | North Carolina   | 62               |                        |    |                |                |
|  | North Carolina   | 62               |                        |    |                |                |

## Récompenses individuelles
Lew Alcindor, pour sa première saison en NCAA, termine avec le titre meilleur joueur du tournoi NCAA. Sur l'ensemble de la saison il remporte de nombreux trophées : Associated Press College Basketball Player of the Year, USBWA men's player of the year award, le Sporting News Men's College Basketball Player of the Year, Helms Foundation College Basketball Player of the Year et UPI College Basketball Player of the Year.
Les Consensus All-America Teams sont composées, pour le premier cinq, de Bob Lloyd (Rutgers), Bob Verga (Duke), Clem Haskins (Western Kentucky), Elvin Hayes (Houston), Jim Walker (Providence), Lew Alcindor (UCLA) et Wes Unseld (Louisville), le deuxième cinq étant composé de Don May (Dayton), Larry Miller (North Carolina), Lou Dampier (Kentucky), Mel Daniels (New Mexico) et Sonny Dove (St. John's (NY)).